# Avenue Clays
Pour les articles homonymes, voir Clays.
L'avenue Clays (en néerlandais : Clayslaan) est une avenue bruxelloise de la commune de Schaerbeek qui commence au carrefour de la rue Alexandre Markelbach, de la rue Gustave Fuss et de la rue de la Consolation et qui se termine avenue Dailly en passant par la rue Artan, la rue François Bossaerts et la rue Léon Mignon.
L'avenue porte le nom du peintre belge Paul Clays, né à Bruges en 1817 et décédé à Schaerbeek en 1900.

## Adresses notables
- no ? : le sculpteur Albert Desenfans y a habité
- no 23 : maison où a habité Franz Rochat. Un pavé de mémoire a été installé devant la maison car il fut déporté politique en 1942 et assassiné le 6 janvier 1945 à Untermansfeld.
- no 43 : la Villa Edgar, construite en 1903 par l'architecte L. Moonens[1], est exemplaire d'un Art Nouveau bourgeois typiquement bruxellois (logette de menuiserie trapézoïdale, rez-de-chaussée surélevé) et est agrémentée de dix sgraffites en parfait état. La façade a été remise à neuf en 2010-2011 en respectant ses caractéristiques esthétiques et structurelles.
- nos 47 et 49 : deux maisons Art Nouveau pratiquement identiques construites en 1902 par l'architecte Gustave Strauven. Pittoresques, les petites terrasses à dé du second étage reposent sur un volume en éperon[2].
- no 59 : Le Rubis, d'abord établissement de pompes funèbres, puis librairie jusqu'en 2010.
- no 67 : construite en 1900 (avec les no 65 et 69) pour Georges Léonard Saint Cyr autour d'une unique porte cochère, cette étroite maison au toit pointu servait d'accès vers ses serres d'horticulture qui s'étendaient alors jusqu'à la rue Thomas Vinçotte. La construction de la rue Artan fit disparaître la parcelle horticole, mais son accès a survécu.
- no 107 : A Grelha, restaurant portugais. En intérieur, le plafond à moulures très typique du style bourgeois de 1890 fut redécouvert en 2005 lors de sa réfection. La terrasse fut elle aussi totalement rénovée en 2012, rendant à l'avenue Clays l'un de ses rendez-vous traditionnels.

## Galerie de photos

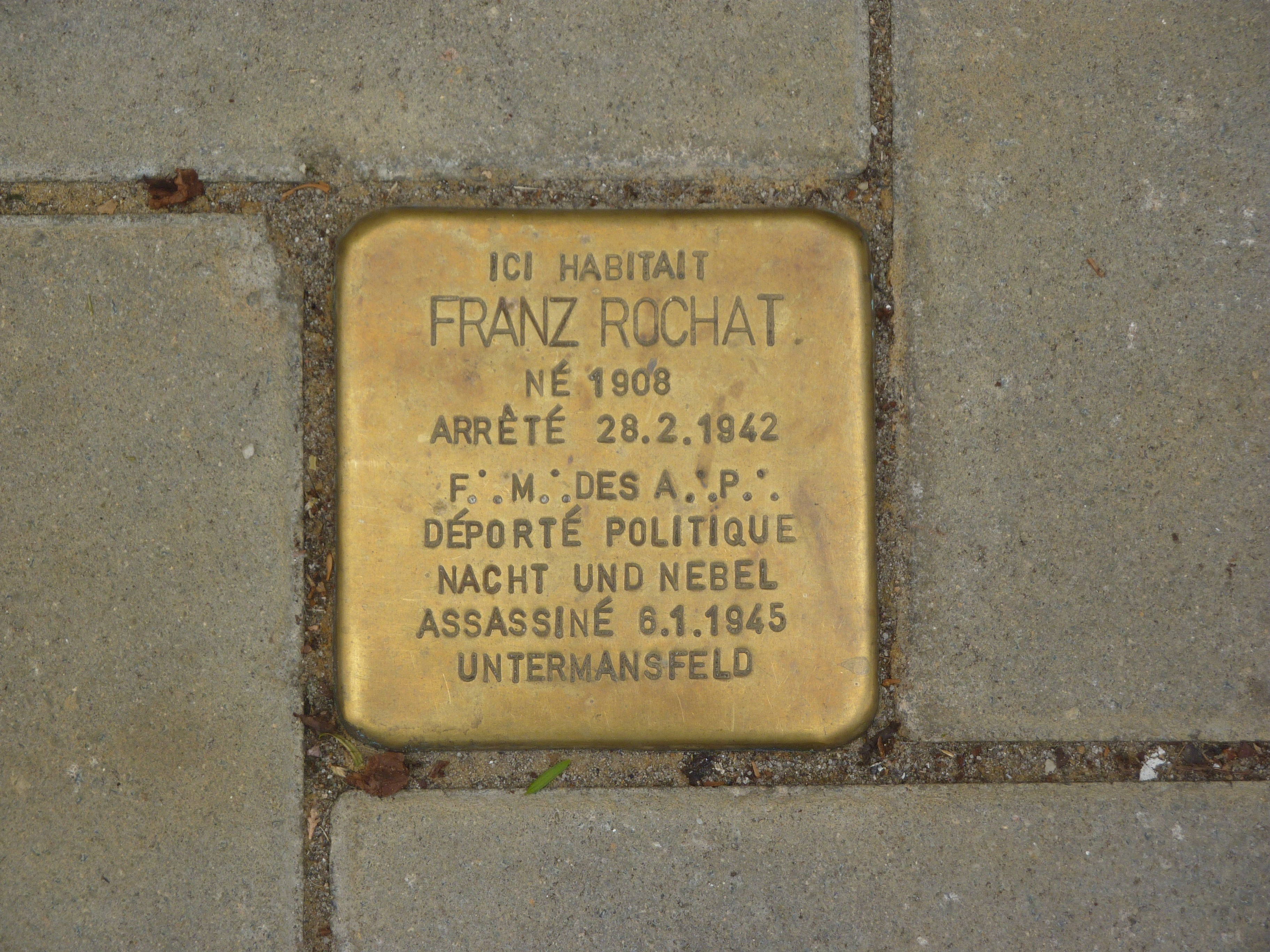
Pavé de mémoire au no 23 de l'avenue Clays
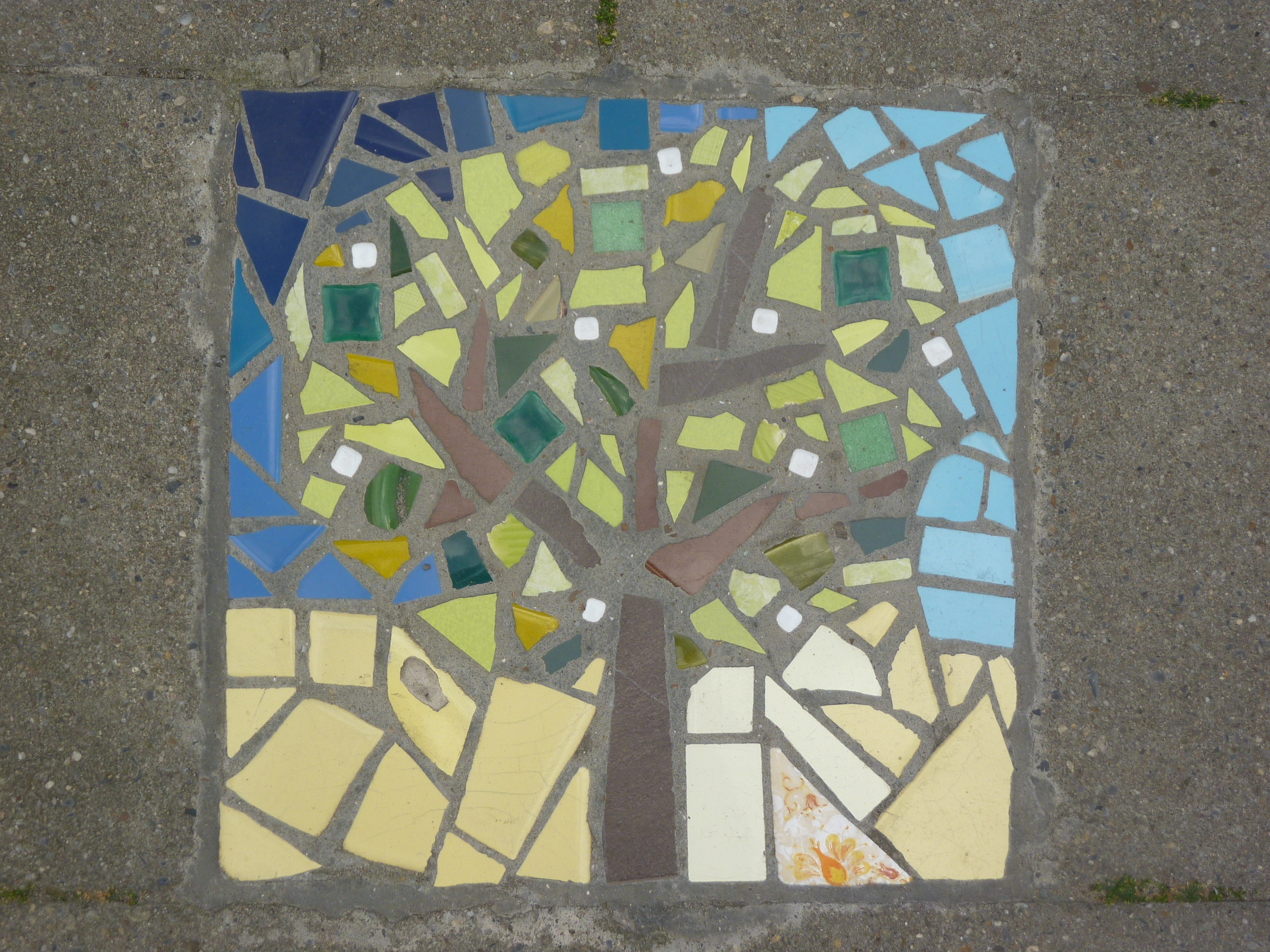
Mosaïque sur le trottoir au no 29

## Transport public
- arrêt Clays ou Fuss du bus 61 (STIB)
- station Villo! no 191